# КАМАЗ-54112

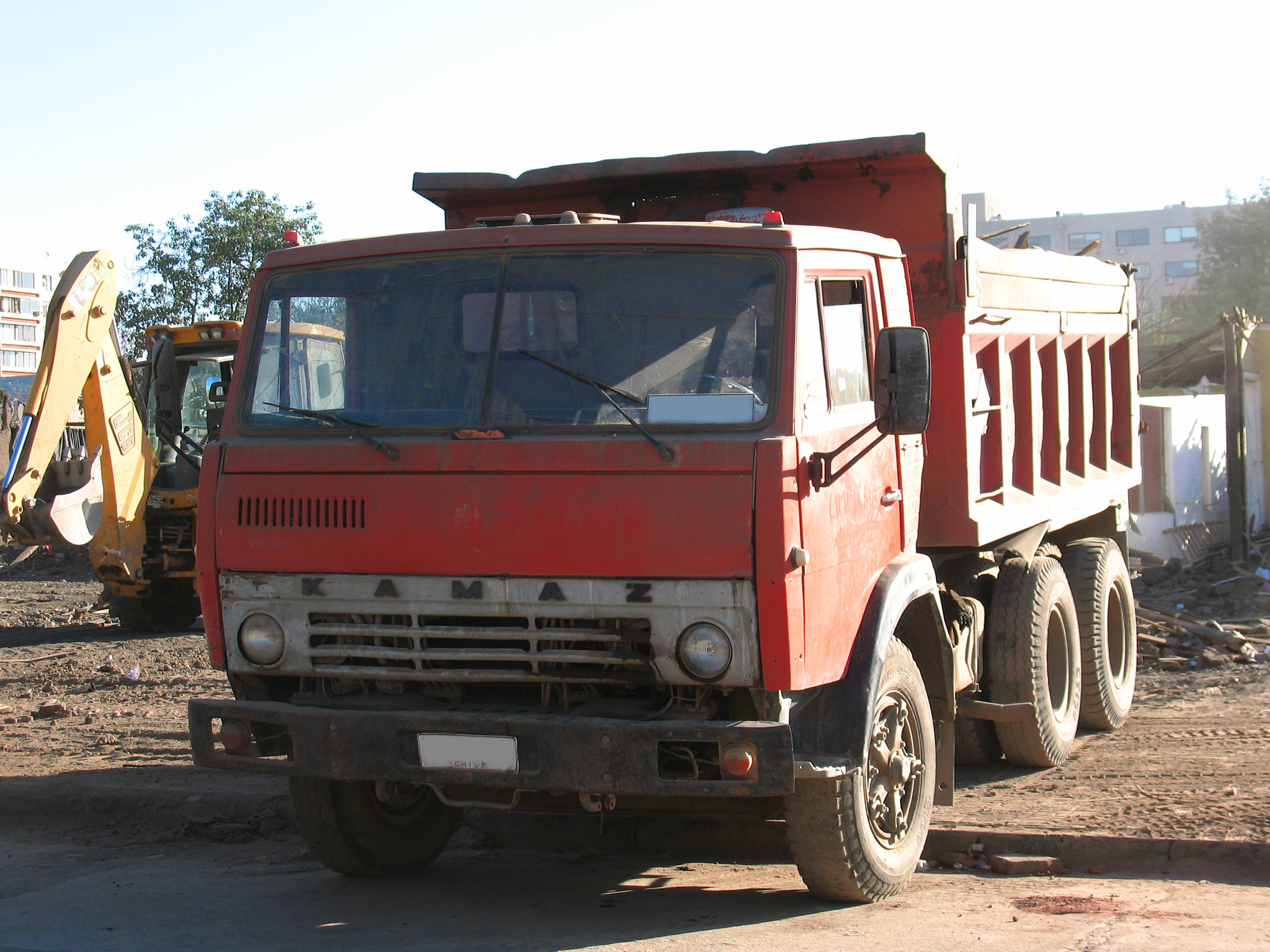
Самосвал в Чили

КАМАЗ-54112 — советский и российский седельный тягач, выпускавшийся Камским автомобильным заводом (КАМАЗ) с 1980 по 2007 год.

## Описание
КАМАЗ-54112 разрабатывался в конце 1970-х годов на базе КАМАЗ-5410, а серийное производство началось в 1980 году. Внешне автомобили мало чем отличаются, однако КАМАЗ-54112 способен буксировать полуприцепы с большим весом при более высоких седельных нагрузках. Это потребовало некоторых переделок рамы. Кроме того, были внесены незначительные изменения в компоновку различных технических компонентов, таких как запасное колесо и баки, которые в основном расположены непосредственно за кабиной водителя или под ней.
Кроме того, автомобиль рассчитан на эксплуатацию в сложных климатических условиях. Базовая версия может работать при температуре от -40 до +50°C и выдерживает 98% влажности наружного воздуха при +35°C. Кроме того, была построена версия ХL, способная работать при температуре до -50°C.
В 1995 году преемником 54112 стал 54115. Как и 5410, 54112 импортировался в Восточную Германию под индексом 54112H. На некоторые автомобили начали ставить гидравлическую систему опрокидывания, чтобы соответствующие полуприцепы могли использоваться для перевозки сыпучих грузов в сочетании с транспортными средствами. В то же время появилась версия со спальной кабиной 54112М.

## Технические характеристики
- Двигатель: четырёхтактный дизельный двигатель V8[13]
- Тип двигателя: КАМАЗ-740
- Мощность: 210 л.с. (154 кВт)
- максимальный крутящий момент: 639 Н·м
- Объем двигателя: 10 850 см3
- Диаметр цилиндра: 120 мм
- Ход поршня: 120 мм
- Объём бака: 2 × 125 л
- Расход топлива: 35 л / 100 км
- Трансмиссия: пятиступенчатая механическая коробка передач с понижающей передачей по бездорожью
- Максимальная скорость: 95 км/ч
- Максимальный продольный уклон: 18%
- Колёсная формула: 6 × 4

### Массогабаритные характеристики
- Длина: 6200 мм
- Ширина: 2500 мм
- Высота: 2850 мм
- Колесная база: 2840 + 1320 мм
- Радиус поворота: 18 м
- Передняя колея: 2010 мм
- Задняя колея: 1850 мм
- Дорожный просвет: 280 мм
- Снаряженная масса: 7050 кг
- Грузоподъёмность: 11 350 кг
- Полная масса: 19 000 кг
- Максимально допустимая полная масса тягача в составе полуприцепа: 33 000—35 000 кг
- Нагрузка на переднюю ось: 4395 кг
- Нагрузка на заднюю ось (двойная ось): 13 930 кг